# 狂えるオルランド

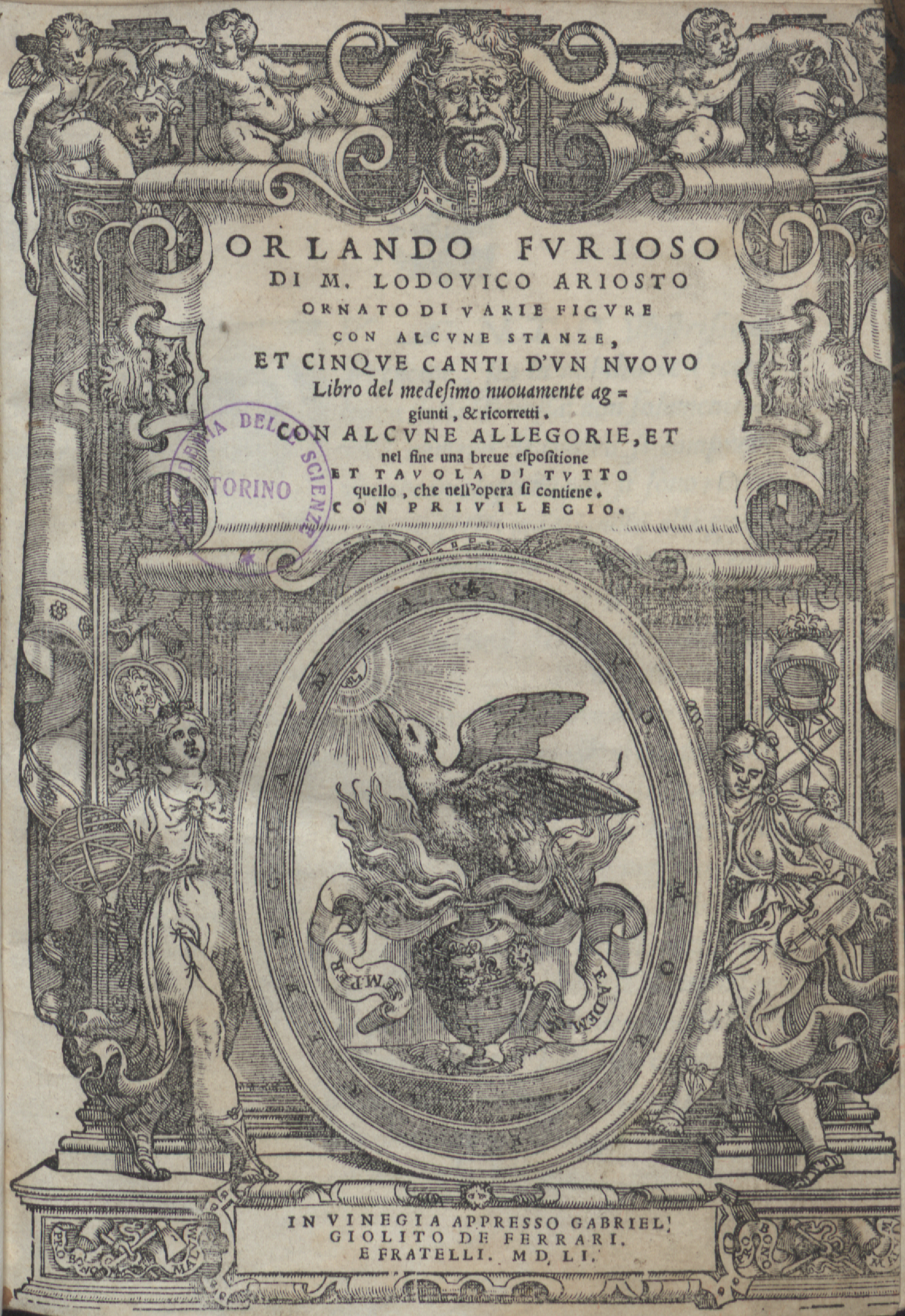
Orlando Furioso, 1551

『狂えるオルランド』（くるえるオルランド、Orlando Furioso）は、ルドヴィーコ・アリオストによるルネサンス期イタリアの叙事詩。全46歌、3万8736行に及ぶ大長編でルネサンス文学の代表作。
サラセン人の侵攻と戦うシャルルマーニュとパラディンの活躍を背景にオルランドの失恋と発狂、エステ家の起源が語られている。
内容的には、マッテーオ・マリーア・ボイアルドの未完に終わった叙事詩、『恋するオルランド』（Orlando Innamorato、1495年に発行）の続編という形式をとっている。アリオストは、歴史に忠実に物語を作成することはなく、また地理的な精度も大雑把。そもそもスペインのイスラム教徒がフランスへ侵攻してくるのはシャルルマーニュの父親、ピピン3世の時代であり、またシャルルマーニュの活躍した8世紀であるのにもかかわらず火縄銃が登場する。ことに東方世界への理解は甚だ怪しく、カタイ（契丹に由来する古代中国をモデルとした国）の姫の名前が西洋風に「アンジェリカ」だというように、時代考証は非常におおらか。
また、魔法使いや怪獣のたぐいも頻出し、アストルフォなどは月へ旅行したりもする、今日ではファンタジーでおなじみのヒッポグリフなどが初登場したのはこの物語である。複雑にいくつかのエピソードが縦糸と横糸のように絡みあい、全体として統一的な物語を形成するスタイルをとっている。
形式はイタリアのロマンスで比較的使われたオッターヴァ・リーマ（abababccのリズムで韻を踏む）を採用。
中心となるテーマとしてシャルルマーニュとパラディンのロマンスを描くとともに、エステ家の起源を語り、賛美することがあげられる。もっとも、アリオストがエステ家を心から崇拝していたわけではない様で、『風刺詩』ではたびたび主人であるイッポリット・デステへの不満を匂わせてもいる。

## 成立と発表
アリオストが32歳の、1506年頃に製作を開始。全40歌だった初版は、1516年4月に フェラーラで発行されて、アリオストのパトロンであるイッポリット・デステに捧げられた。その後、わずかに修正を加え、1521年に第2版が発表された。その後もアリオストは当時起きた事件などを書き加え、全46歌からなる完成版が1532年に発表された。なお、翌1533年にはアリオストが死去している。

## あらすじ

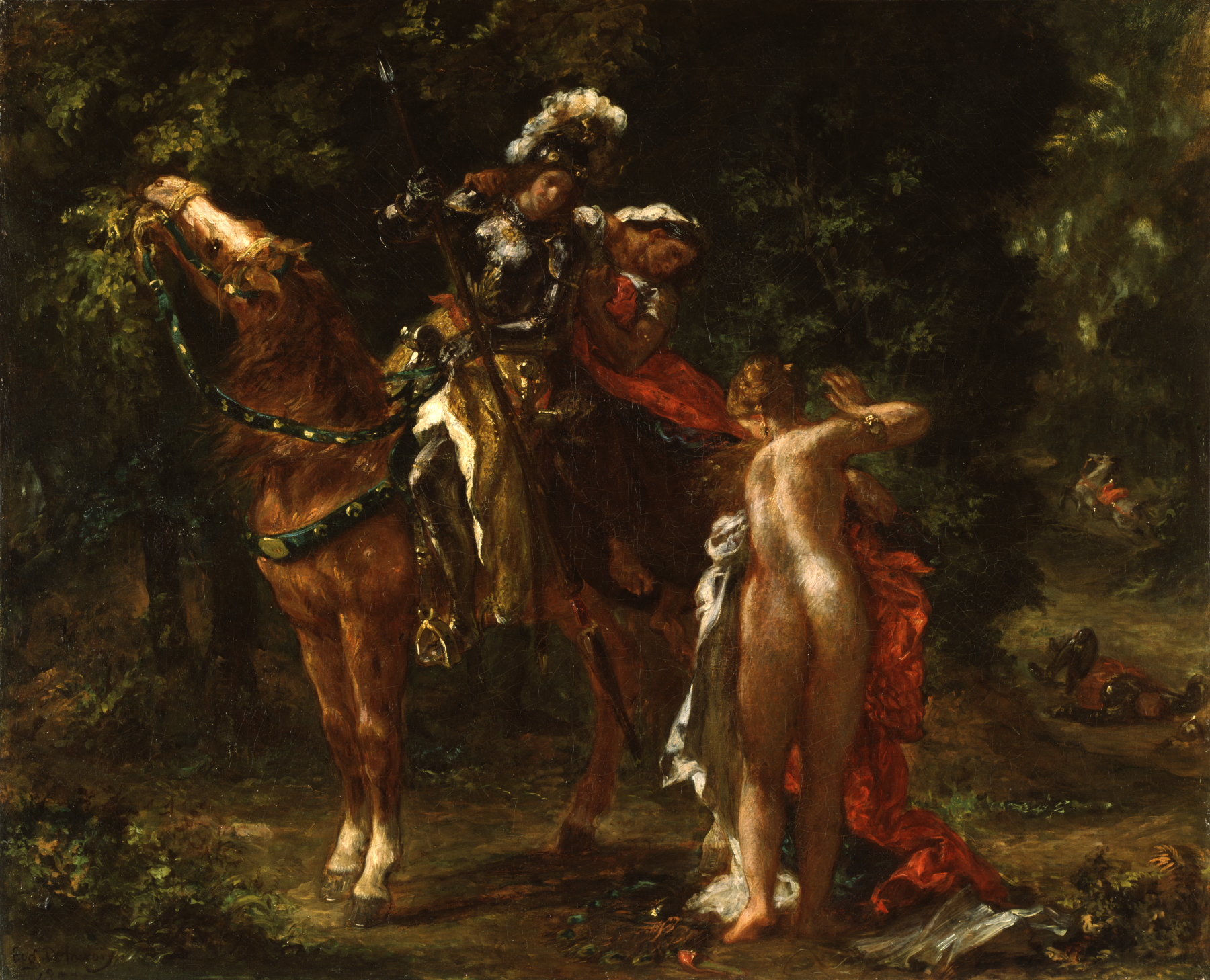
Marphise by ウジェーヌ・ドラクロワ, 1852 (ウォルターズ美術館)

時系列的には、ボイアルドの『恋するオルランド』の続編で、『ローランの歌』、『大モルガンテ』の前日談。まずは、『恋するオルランド』あらすじが序盤で説明される。
当時はスペインがイスラム教徒に支配されていたころ。シャルルマーニュが開いた馬上槍試合にカタイからアンジェリカという美姫がやってくる。その美貌にパラディンたちは恋焦がれ、ことにオルランドはどこへともなく立ち去ったアンジェリカを求め、はるかインド、中国など世界中を旅して回る。ちなみに、その間にもアフリカ、スペインのイスラム教国家との度重なる戦争を継続しており、たびたび危機がせまったのであるが、オルランドは帰還命令を無視し、アンジェリカを探し続ける。結局、オルランドは失恋し精神に異常を来たしてしまうのであった。なお、作中ではオルランドの発狂は、イスラム教と戦いもせず、ふらふらしていたのが神の怒りに触れたため、と説明されている。
一方、フランス軍の女戦士、ブラダマンテは敵であるイスラム軍の勇者、ルッジェーロと出会い、恋に落ちてしまう。愛し合う関係となる2人であるが、敵同士であること、また2人の結婚を認めないルッジェーロの養父アトランテなど幾多の障害が立ちふさがるのだった。様々な人たちの助けを受けつつ、全ての障害を乗り越えた2人は結ばれるのであるが、この2人の子孫がエステ家となるのである。
その他、オルランドの持つ剣、ドゥリンダーナを狙いセリカン（絹の国、古代中国の呼称）からやってきたグラダッソ、タタール人の王・マンドリカルドとの対決。アストルフォの月への旅行、ゼルビンとイザベラの歴史に残る愛など、さまざまなテーマが絡み合い、大規模な物語を形成する。

## 後世への影響

### 文学
ルネサンス文学のベストセラーとして、フランス語版、スペイン語版などに翻訳され、16世紀には既に海賊版が横行していた。20世紀イタリア人作家、イタロ・カルヴィーノはアリオストのファンで、『不在の騎士』など、アリオストの作品を題材にしている作品が複数存在している。
エドマンド・スペンサーへの影響として『妖精の女王』に重大な影響を与えている。シェイクスピアの『空騒ぎ』についてはスペンサーかバッテロを通した形で主人公について『狂えるオルランド』の影響を受けていると思われている。

### 音楽
バロック文化時代、時代では、詩は多くのオペラの題材となった。イスラム戦士・ルッジェーロが魔女・アルチーナの領土からの脱出を描いた フランチェスカ・カッチーニが作成した『ルッジェーロの救出』（La liberazione di Ruggiero）は女性が作成した初のオペラであるとともに、外国で演奏された初のイタリア製オペラとなっている。アントニオ・ヴィヴァルディもアリオストの叙事詩を題材として、3本のオペラを執筆している。『狂えるオルランド』の影響を受けている作品で最も有名なものは、ゲオルク・フリードリヒ・ヘンデルによる『アルチーナ』『アリオダンテ』『オルランド』などであろう。
フランスでは、 ジャン＝バティスト・リュリが1685年に『ローラン』（オルランドのフランス語読み）を作成している。ジャン＝フィリップ・ラモーの喜歌『遍歴の騎士』（Les Paladins、1760年)は『狂えるオルランド』の第18歌のエピソードに基づいて作成されている。アリオストの叙事詩を題材にしたオペラへの熱意は古典派の時代まで続いた。代表としてニコロ・ピッチンニの『ローラン』（1778年）、フランツ・ヨーゼフ・ハイドンの『騎士オルランド』（1782年）、およびエティエンヌ＝ニコラ・メユールの『アリオダン』（1799年）があげられる。

## 主要人物

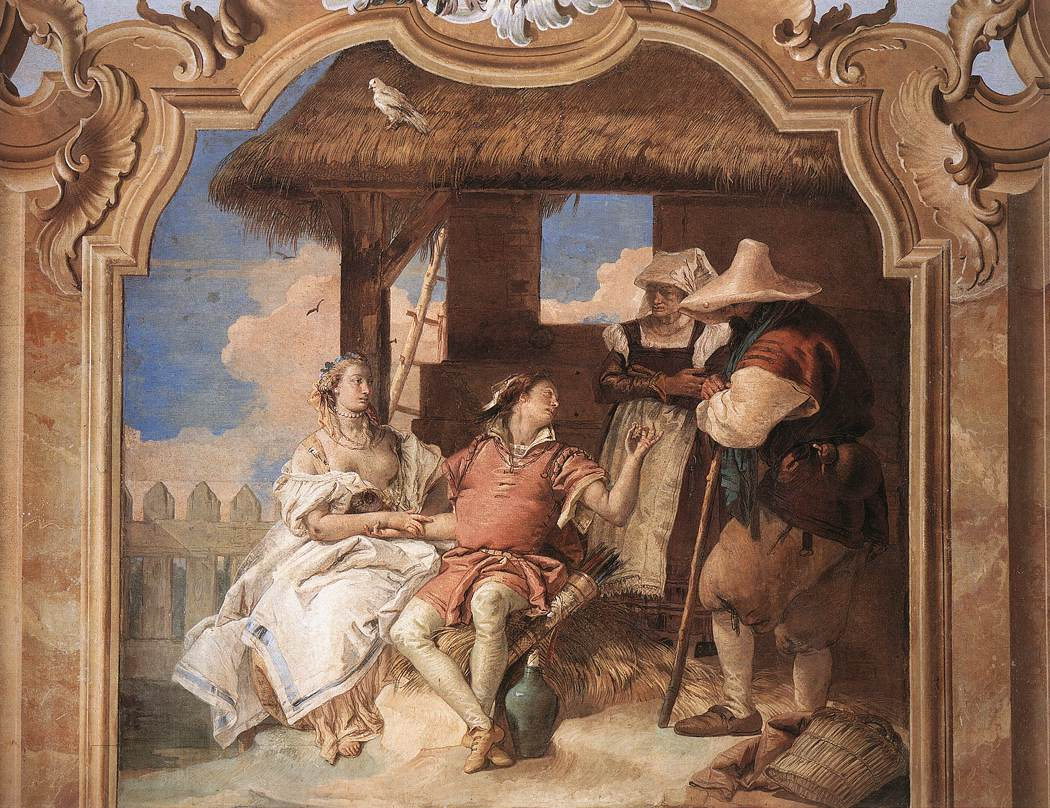
ジョヴァンニ・バッティスタ・ティエポロ, Angelica and Medoro with the Shepherds, 1757

オルランド
本作の主人公。フランス語読みではローラン。シャルルマーニュの甥でパラディンの筆頭。
ブラダマンテ
シャルルマーニュの姪で、女性ながらパラディンに劣らぬ猛者。ルッジェーロと結ばれ、エステ家の始祖となる。
リナルド
シャルルマーニュの甥で、オルランドに次ぐパラディン。ブラダマンテの兄で、その他の武勲詩では主人公を務めることもある。
アストルフォ
シャルルマーニュの甥で、イギリスの王子。本作では発狂したオルランドを正気にもどすため月へ旅立った。
ルッジェーロ
オルランドと並ぶもう一人の主人公。アフリカ王アグラマンテの甥。父はヘクトルの子孫と名門の家系ながらそれを知らずにいた。後にキリスト教徒に改宗。
マルフィーザ
ルッジェーロの妹。トップクラスの戦闘力の持ち主で、戦場では無敵に近いオルランドに汗をかかせたこともある。
イザベラ
もとスペインのイスラム教徒だったが、キリスト教に改宗。貞節を貫いたことが神に賞賛され、以後「イザベラ」の名前を持つ女性はこの上なく美しく、高潔となることになる（第29歌29節）。これは作者によるイザベラ・デステとエステ家へのゴマすり。
アグラマンテ
アフリカ王。戦場で父親がオルランドに殺されたため、フランス侵攻を決意する。
フエッラウ
スペイン人のイスラム教徒。全身が魔力で守られ、ヘソ以外の部分で怪我をすることがない。
グラダッソ
セリカンの王。オルランドの持つ名剣・ドゥリンダーナとリナルドの名馬バヤールを狙い参戦する。
マンドリカルド
タタールの王。ヘクトルの武器・防具を収集しており、オルランドの持つ名剣・ドゥリンダーナを狙い参戦する。
アルチーナ
モーガン・ル・フェイの姉妹で邪悪な魔女。ルッジェーロ、アストルフォなどが彼女の捕虜になっていた。オペラの題材ともなっている。
アンジェリカ
カタイの美姫。彼女への失恋がきっかけでオルランドは発狂する。彼女は後に歩兵のメドロと恋に落ちることになる。

## 訳書
- 『アリオスト 狂えるオルランド』 脇功訳、名古屋大学出版会、2001年、新版（上下） 2022年。ISBN 4815810826, 4815810834

詳細な訳注・解説による完訳版で、8行連体詩の文体を再現した。
第38回日本翻訳文化賞・第11回ピーコ・デッラ・ミランドラ賞を受賞。
- 『澁澤龍彦文学館〈1〉 ルネサンスの箱』 筑摩書房、1993年。ISBN 4480200010

河島英昭編訳・解説、第一歌：第一～三十二連の抄訳。
- 『シャルルマーニュ伝説 中世の騎士ロマンス』 講談社学術文庫、2007年。ISBN 4061598066

トマス・ブルフィンチ、市場泰男訳、旧版は現代教養文庫。ダイジェスト版の物語
『恋するオルランド』、『狂えるオルランド』、『ローランの歌』を併せ、オルランドの恋と冒険を描いている。第4～16章が『狂えるオルランド』にあたる。